# Total Soul Rape
Total Soul Rape — дебютный студийный альбом шведской блэк-метал-группы Craft, выпущенный в сентябре 2000 года на лейбле The Black Hand.

## Отзывы критиков
Альбом получил положительные отзывы от музыкальных критиков. Ян Яэдике из Rock Hard пишет: «Шведы колеблются между отвратительным скоростным грохотом и мрачным дроуном, играют хаотично-слащавые соло, имеют двух вокалистов и красивые названия песен вроде „World Of Plague“, „Death To Planet Earth“ или „Ultimate Satan“».

## Список композиций
| №                   | Название                | Длительность |
| ------------------- | ----------------------- | ------------ |
| 1.                  | «World Of Plague»       | 4:11         |
| 2.                  | «Death to Planet Earth» | 4:24         |
| 3.                  | «(Desolation) Death»    | 3:48         |
| 4.                  | «Chaos»                 | 3:37         |
| 5.                  | «Ultimate Satan»        | 6:01         |
| 6.                  | «Past, Present, Dead»   | 3:31         |
| 7.                  | «Total Soul Rape»       | 5:38         |
| 8.                  | «Vile»                  | 4:05         |
| 9.                  | «Outro»                 | 5:16         |
| Общая длительность: | Общая длительность:     | 40:10        |

## Участники записи
- Daniel — ударные
- John — гитара
- Joakim — гитара, бас
- Mikael Nox — вокал
- Björn — вокал